# Otto Gramcko
Otto Gramcko (* 8. Oktober 1901 in Hamburg; † 26. März 1990 in Ahrensburg) war ein deutscher Kommunal- und Landespolitiker der SPD.

## Leben
Gramcko war kaufmännischer Angestellter der Sozialversicherung. Seit 1931 in der SPD, war er von 1945 bis 1951 Mitglied der Gemeindevertretung in Bünningstedt (Stormarn). Seit 1948 war Gramcko Mitglied des Stormarner Kreistages und dort von 1950 bis 1951 der erste Kreispräsident sowie Vorsitzender der SPD-Kreistagsfraktion.
In der Stormarner SPD war er aktiv im Kreisvorstand und setzte sich dort für den Wiederaufbau und die Verbesserung des Schulwesens in Stormarn ein. Bis weit in die 1960er Jahre arbeitete er an der Dokumentation der Geschichte der SPD in Stormarn mit.
Von 1947 an war er mit einer Unterbrechung (1950 bis 1954, 2. Wahlperiode) bis 1971 Mitglied des Schleswig-Holsteinischen Landtages (in der 1., 3., 4., und 5. Wahlperiode als direkt gewählter Wahlkreisabgeordneter; in der 6. Wahlperiode als Listenabgeordneter). Sein Arbeitsschwerpunkt im Landtag war die Verkehrspolitik. Daneben arbeitete er in den Bereichen Entnazifizierung, Flüchtlingswesen, Gesundheit und Jugend in den jeweiligen Landtagsausschüssen mit.
Am 30. Dezember 1966 erhielt er auf Vorschlag der Schleswig-Holsteinischen Landesregierung das Verdienstkreuz 1. Klasse der Bundesrepublik Deutschland für sein politisches Engagement.